# Hirapur
Hirapur è una suddivisione dell'India, classificata come census town, di 5.639 abitanti, situata nel distretto di Balaghat, nello stato federato del Madhya Pradesh. In base al numero di abitanti la città rientra nella classe V (da 5.000 a 9.999 persone).

## Geografia fisica
La città è situata a 21° 51' 22 N e 80° 13' 33 E.

## Società

### Evoluzione demografica
Al censimento del 2001 la popolazione di Hirapur assommava a 5.639 persone, delle quali 2.823 maschi e 2.816 femmine. I bambini di età inferiore o uguale ai sei anni assommavano a 824, dei quali 421 maschi e 403 femmine. Infine, coloro che erano in grado di saper almeno leggere e scrivere erano 3.676, dei quali 2.072 maschi e 1.604 femmine.